# Феодосій (Більченко)
Архієпископ Феодосій (Павло Захарович Більченко; 24 грудня 1943, Батумі, Грузія)  — єпископ Російської православної церкви українського походження; архієпископ (від 24 лютого 2006) Полоцький та Глубокський Білоруського екзархату РПЦ.

## Життєпис
Народився в сім'ї українця-військовослужбовця. 1964 закінчив Харківський електормеханічний технікум в Україні. 1964 —1965  — працював у НДІ низьких температур НАН України, радіофізики та електроніки.
1967 —1970  — у Київському відділені «Енергомережа».
1973  — закінчив Московську духовну семінарію.
1978  — закінчив Московську духовну академію, де залишився працювати на викладацькій та адміністративній роботі.
4 квітня 1977  — пострижений в чернецтво, 19 травня зведений в сан ієродиякона, 6 листопада  — в сан ієромонаха.
1980  — зведений в сан ігумена.
1983  — переведений на посаду старшого помічника інспектора Московської духовної академії та семінарії.
1986  — 1997  — послідовно займав посади помічника інспектора по заочному сектору Московської духовної академії та семінарії, помічником ректора викладацької роботи, начальником продовольчої служби Московської духовної академії та семінарії.
1993  — зведений в сан архімандрита.
1996  — викладав гомілетику в Московській духовній академії.

### Еміграція в Біларусь
17 липня 1997  — обраний єпископом Полоцьким та Глубокським Білоруського екзархату РПЦ.
10 серпня 1997  — хіротонія на єпископа.
24 лютого 2006  — архієпископ.

## Церковні нагороди
- 1986  — Орден преподобного Сергія Радонезького ІІІ ступню;
- 1988  — Орден преподобного Сергія Радонезького ІІ ступеню;
- Орден преподобної Єфросинії Полоцької БПЦ;
- 2003  — Орден святого благовірного князя Данила Московського ІІ ступеню;
- 2013  — Орден преподобного Серафима Саровського ІІ ступеню[1].